# Justicia anagalloides
Justicia anagalloides es una especie de planta floral del género Justicia, familia Acanthaceae.
Es nativa de Burundi, Etiopía, Kenia, KwaZulu-Natal, Malaui, Mozambique, Ruanda, Somalia, Suazilandia, Tanzania, Uganda, Zambia, Zaire y Zimbabue.

## Descripción
Planta con tallos no ramificados que pueden crecer hasta 45 centímetros de largo, con tricomas (pelos) de hasta 2 mm, brillantes y rizados. Pecíolo de 0–5 mm de largo, ápice subagudo a redondeado y semillas de 1.5 mm de diámetro. Se encuentra en pastizales y bosques a altitudes de 250–1600 metros.